# Der Stern von Indien

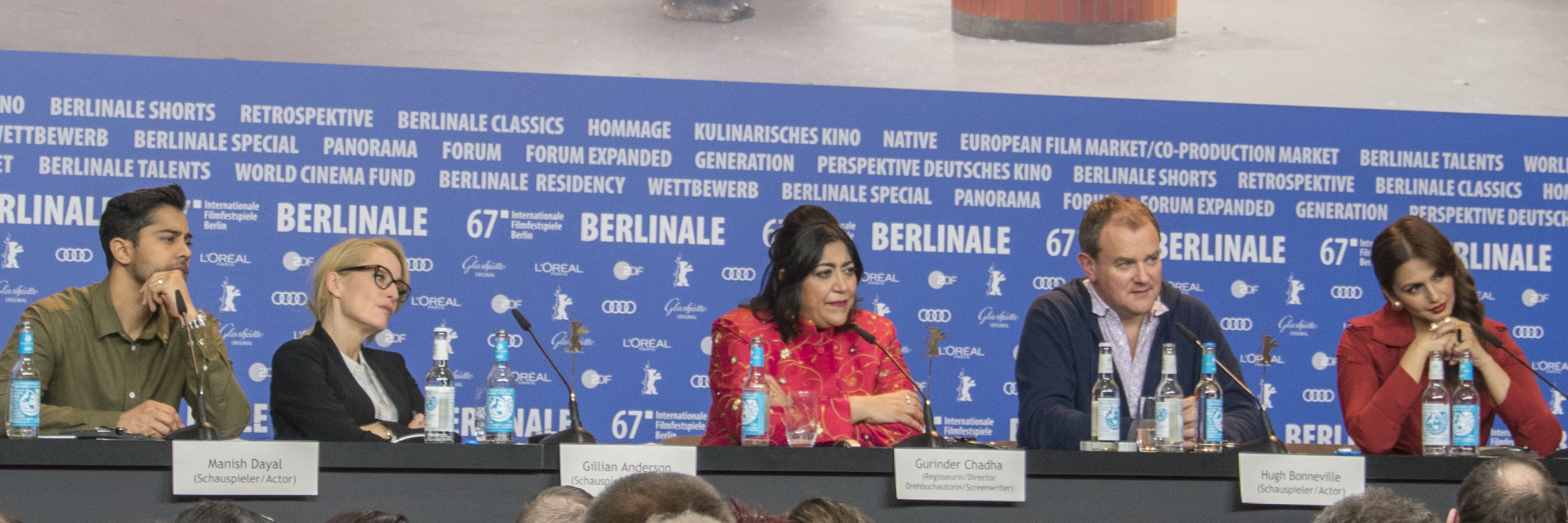
Manish Dayal, Gillian Anderson, Gurinder Chadha, Hugh Bonneville, Huma Qureshi bei einer Pressekonferenz zum Film "Der Stern von Indien", Berlinale 2017

Der Stern von Indien (Originaltitel: Viceroy’s House) ist ein historisches Filmdrama über die Unabhängigkeit Indiens und Gründung des Staates Pakistan. Der Kinostart in Deutschland war am 10. August 2017.

## Handlung
Der letzte Vize-König Indiens, Lord Mountbatten, soll Britisch-Indien in die Unabhängigkeit führen. Diese Aufgabe erweist sich aber wegen der völlig unterschiedlichen Vorstellungen und Machtansprüche von Hindus – vertreten durch Jawaharlal Nehru – und Moslems – vertreten durch Mohammed Ali Jinnah – als sehr schwierig. Kurz nach der Unabhängigkeit müssen Millionen Menschen aus religiösen Gründen fliehen. In die politischen Vorgänge ist die Liebesgeschichte von Jeet und Aalia eingeflochten, die unterschiedlichen Religionen angehören.

## Kritik
Der Filmdienst schrieb, der „epische Historienfilm“ rekonstruiere die „komplexen politischen Umwälzungen historisch genau“ und mache sie emotional „zugänglich“. Obwohl dabei „manche Zuspitzung mitunter allzu melodramatisch“ gerate, erinnerten die „Massenfluchtszenen eindrücklich an gegenwärtige Entwicklungen“.
Der Guardian kritisierte unter anderem die implizite Schuldzuweisung für die tragischen Ereignisse an den bereits mehr als zwei Jahre zuvor aus dem Amt geschiedenen Winston Churchill (die fraglichen Entscheidungen fielen unter dem Labour-Premierminister Clement Attlee). Zusammen mit zahlreichen anderen historischen Ungereimtheiten schade dies der Glaubwürdigkeit des Films.